# Fernando Romay
Fernando Romay Pereiro (Corunha, 23 de setembro de 1959) é um ex-basquetebolista espanhol que integrou a seleção espanhola que conquistou a medalha de prata disputada nos XXIII Jogos Olímpicos de Verão realizados em Los Angeles em 1984.